# Große Laber
Große Laber (zwany także Große Laaber, Wielka Laber) – rzeka w Bawarii (Niemcy), prawy (południowo-zachodni) dopływ Dunaju długości 85 km.
Wypływa w powiecie Kelheim ze wzgórz gminy Volkenschwand. Od źródła, które znajduje się około 485 m n.p.m., Wielki Laber płynie głównie w kierunku północno-wschodnim, m.in. przez Pfeffenhausen, Rottenburg an der Laaber (powiat Landshut), Langquaid (powiat Kelheim), Schierling, Pfakofen, Sünching (powiat Ratyzbona). Następnie przepływa przez Rain (powiat Straubing-Bogen), gdzie łączy się z Kleine Laber (Mała Laber). Na ostatnich trzech kilometrach Große Laber płynie równolegle do południowego brzegu Dunaju, z którym łączy się poniżej tamy w pobliżu Straubing.